# Merdeka 118
Le Merdeka 118 (littéralement « héritage de l'indépendance ») aussi appelé Menara Warisan Merdeka, est un gratte-ciel de Kuala Lumpur, en Malaisie. D'une hauteur de 678,9 m, c'est la deuxième structure la plus haute du monde, après le Burj Khalifa.
Conçu par le bureau d'architectes Fender Katsalidis (en), il comporte 118 étages et domine les grands gratte-ciel de Kuala Lumpur, les célèbres Tours Petronas, qui furent entre 1998 et 2004 les plus hautes du monde avec 452 m flèches comprises, et The Exchange 106 qui s'élève à 445,47 m. 

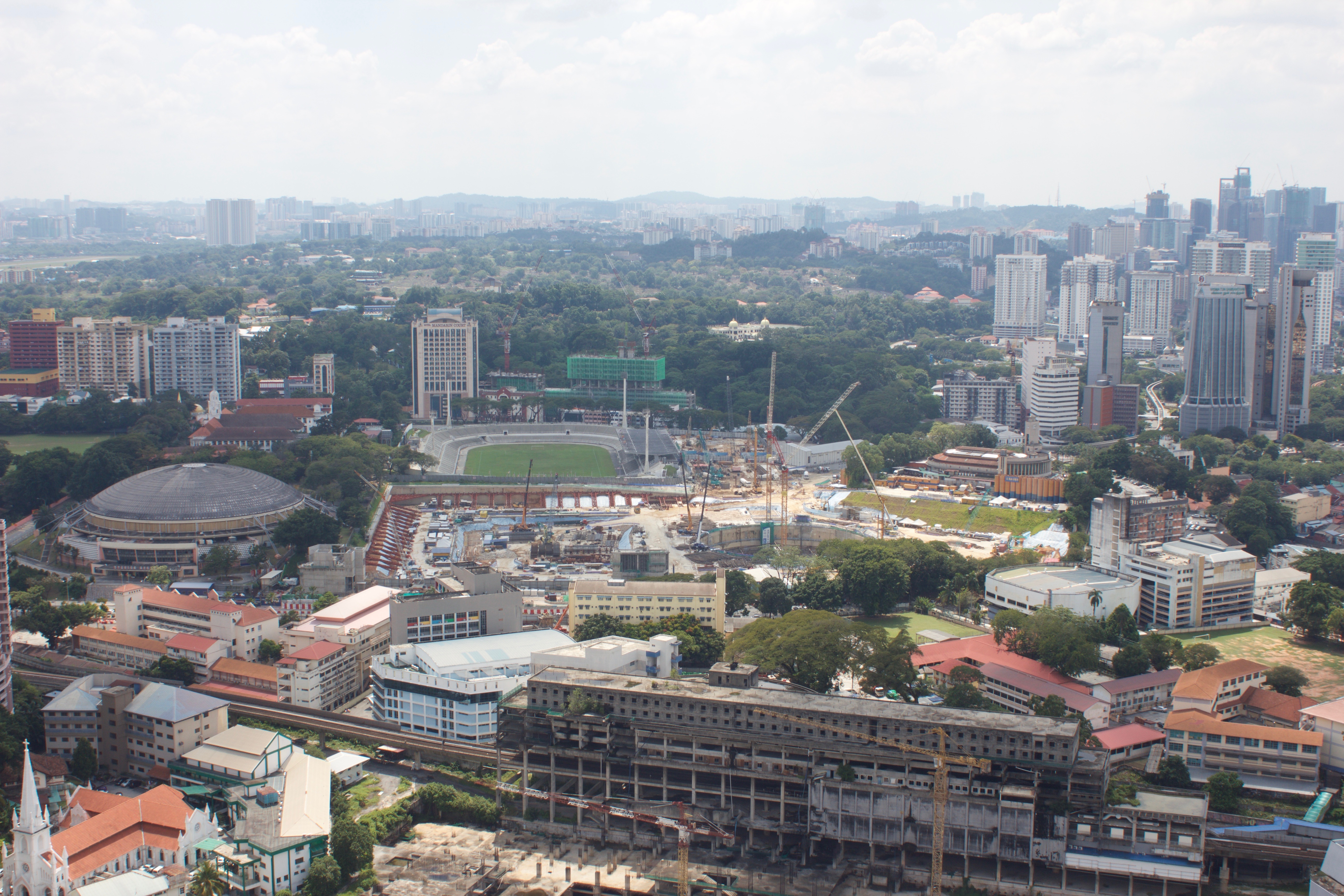
KL118 le 13 novembre 2016 vu du nord (face au sud).

La construction de ce gratte-ciel est largement critiquée en raison de son coût important (1,25 milliard de dollars), alors que l'argent aurait pu être utilisé dans des domaines tels que le combat contre la pauvreté, l'éducation, ou la construction de routes ; face à ces protestations, le premier ministre malaisien Najib Razak assure qu'il découlerait de la construction de la tour un retour sur investissement bénéfique au pays. La construction est confiée à Samsung C&T, qui avait également réalisé les Tours Petronas ou le Burj Khalifa.
Le gratte-ciel contient deux sites d'observation, l'un dans le corps du bâtiment et l'autre dans la flèche